# Poklad (opera)
Poklad je opera o dvou jednáních českého skladatele Josefa Pauknera na libreto českého pedagoga a spisovatele prof. F. A. Vinařovského (pseudonym Františka Aloise Hory). Poprvé byla provedena 28. února 1885 v Národním divadle v Brně, v jeho tehdejší budově na Veveří ulici.

## Vznik a charakteristika opery
Skladatel Josef Paukner, úspěšný především svými sbory a písněmi, napsal svou jedinou operu Poklad brzy po návratu z působení v Moskvě, kde byl ředitelem kůru polského chrámu, roku 1881. Libreto napsal profesor plzeňské reálky, příležitostný humoristický spisovatel a překladatel z polštiny František Alois Hora pod pseudonymem „prof. F. A. Vinařovský“ (kombinující jeho občanské jméno s jeho literárním pseudonymem „Horymír Vinařovský“; v některých pramenech se objevuje mylné připsání Karlu Aloisovi Vinařickému). Tisk o Pauknerově práci na opeře referuje v polovině roku 1882 a již v říjnu téhož roku ji prý Paukner zadal českému (tj. Národnímu) divadlu v Praze.
Národní divadlo ji však odmítlo a ujala se jí divadelní společnost Jana Pištěka. Ta od jeho otevření 9. prosince 1884 provozovala Prozatímní české národní divadlo v Brně a Pauknerův Poklad se stal první operou, jež měla v brněnském národním divadle premiéru. I když musela být nejprve dvakrát odložena, konala se již 28. února 1885. Podmínky nebyly příznivé: hrálo se mimo předplacení a návštěva divadla byla velmi slabá. I tak se dostalo Pokladu poměrně příznivého přijetí („čestného úspěchu“) – ovšem menšího, než komedii Posestrima Antonína H. Sokola.
Vinařského libreto se dočkalo zdrcující kritiky. „Libreto jest chudičké dějem, dikce nepoetické, takřka jarmareční,“ psala Moravská orlice. Recenzent Hudebních listů František Pravoslav Hnilička libretistovi vytýkal, že prostý lid karikuje, místo aby použil „lahodných motivů národních“. A kritik časopisu Jeviště ukončil ironické shrnutí děje Pokladu poznámkou: „divíme se [skladateli], jak se mohl odhodlat komponovati takovou látku, o níž musel věděti z předu, že zabije i tu nejkrásnější hudbu.“
Leoš Janáček v Hudebních listech referoval takto: „Hudba jest celkem svěží, melodie plynná, i když ne původní. Hudební případnosť dramatickou většinou postrádáme; tak přímo trapně na nás působí kvartetto v I. jednání vyznívající hroznou dobu bez orchestru a bez – příčiny. Mnohé úvody mají se zkrátiti (úvod k II. jednání) i zcela vynechati (v I. jednání po prvém sboru.) Ouvertura nikoho nerozehřeje: krátký, významný úvod působívá zpravidla lépe. Co se provedení týká, litujeme, že nebylo nikomu z pěveckých sil rozuměno.“ Podobný názor měl recenzent Moravské orlice, který psal: „Doznáváme rádi, že [skladatel] pracuje správně, místy i effektně; ale bude mu ještě pilně studovati dobré vzory hudby dramatické, aby nepřístojné délky, zbytečná sola nástrojová, unavující úvody a j. vynechal, čím docílí účinnější dramatičnosti. Průvod orchestrální jest příliš syt i nedá zpěvu náležitě vystoupiti. […] leckteré místo, soli i sbory, upomínají na kostelní tón offertorií, což nemile působí.“ Podobné výhrady vznášel i kritik časopisu Jeviště, přičemž připomínal i stylovou nevyrovnanost: zatímco některé aspekty jako instrumentace byly přímo velkooperní, jiná místa měla operetní styl. Hudba Pokladu je podle něj „solidní“. Recenze shodně dávaly přednost druhému jednání před prvním. Tisk soudil, že v této podobě se Poklad na repertoáru neudrží, což se potvrdilo.
Jediná repríza Pokladu v Brně se konala 11. března. 8. června ho pak Pištěkovo divadlo uvedlo ve svém pražském letním působišti, na Letním divadle na Královských Vinohradech (tzv. aréna v Kravíně). Pozdější zprávy o jeho provozování nejsou, i když několik čísel a aranžmá z opery bylo publikováno a jednotlivé árie a ansámbly se dostávaly na program koncertů pěveckých spolků. Paukner se o vážnou operu již nepokusil, psal však nadále pro amatérské a zábavné divadlo, například parodickou zpěvohru Vilém Tell II. (1901).

## Osoby a obsazení
| osoba                         | hlasový obor | premiéra (28.2.1885) |
| ----------------------------- | ------------ | -------------------- |
| Drahota, bohatý sedlák        | baryton      | Emanuel Kroupa       |
| Bětuška, jeho dcera           | soprán       | Anna Součková        |
| Novotná, vdova, chalupnice    | mezzosoprán  | Crescencie Budilová  |
| Karel, její syn               | tenor        | Josef Kompit         |
| Blažej, hostinský, její kmotr | bas          | Robert Polák         |
| Landa, švihák z města         | …            | Bedřich Halla        |
| Veronika, mladá selka         | soprán       | Marie Pištěková      |
| Ondřej Přímluva, pachtýř      | …            | Jirák                |
| Ostrouhal, vesničan           | …            | Šébl                 |
| Záhona, vesničan              | …            | Vlasák               |
| Vesnický lid obého pohlaví    |              |                      |
| Dirigent: Emanuel Pichert     |              |                      |

## Děj opery
Karel, syn chudé vdovy Novotné, miluje Bětušku, dceru bohatého sedláka Drahoty, ale ten jejich lásce brání. Karlova matka mu však poradí lest. Drahota prý je velmi lakomý, ale současně věří pověrám, včetně místní pověsti o pokladu skrytém v lese, který se za určitých nocí ukazuje přízemními plaménky, a v té době ho lze ze země vyzvednout. Karel tedy jde do lesa, kde rozhází blyštivé plíšky a pak si lehne a předstírá, že zemřel. Hostinský, jeho kmotr, přivede celou vesnici, která oplakává Karlovu smrt, včetně Bětušky, jež se přichází rozloučit se svým miláčkem – který následně vstane z mrtvých.
Lesem přichází městský švihák Landa, kterého Drahota vyhlédl Bětušce za ženicha. Landa se Bětušce dvoří a při tom se vyjadřuje pohrdavě o jeho otci. Ten se to ale dozví a dává Landovi jménem své dcery košem. Naopak Karel si jej získá, když mu daruje domněle nalezené čarovné peníze (totiž své plíšky). V přítomnosti celé vsi Drahota dává Karlovi a Bětušce požehnání a všichni se radují.